# Discografia de Jhené Aiko
A discografia de Jhené Aiko, uma cantora e compositora norte-americana, é composta por três álbuns de estúdio, um extended play (EP), uma mixtape, 13 singles (incluindo cinco como artista convidada) e 17 videoclipes.
Aiko embarcou em sua carreira sendo conhecida como prima do rapper do grupo de R&B americano B2K, Lil 'Fizz, embora ela não seja realmente parente dele. Foi utilizado como ferramenta de marketing, sugerida por suas gravadoras Sony, The Ultimate Group e Epic Records, para promovê-la através do B2K e atrair público; no entanto, Aiko afirma que ela e Lil 'Fizz cresceram juntos e eram próximos como uma família. Em 2003, suas gravadoras lançaram uma música intitulada "No L.O.V.E.", em CD single, que foi acompanhada por um videoclipe que estreou no 106 & Park da BET, quando ela tinha 15 anos. Aiko então foi escalada para lançar seu álbum de estreia, My Name Is Jhené, mas o álbum nunca foi lançado devido à tensão na Epic, o que levou Aiko a pedir para ser liberada do selo. Posteriormente, ela deixou os rótulos mencionados para continuar seus estudos.
Em março de 2011, Aiko fez seu retorno à música com o lançamento de seu primeiro projeto completo, uma mixtape intitulada Sailing Soul(s). Em 16 de dezembro de 2011, ela assinou um contrato de gravação com o produtor musical No ID, e com a gravadora americana Artium, distribuído pela Def Jam Recordings. Em 2013, ela apareceu no single "Beware" do rapper americano Big Sean, também com Lil Wayne, que se tornou seu primeiro hit no Top 40 na Billboard Hot 100 dos EUA. Em novembro de 2013, ela lançou seu primeiro EP, intitulado Sail Out, que foi apoiado pelos singles "3:16 AM", "Bed Peace" e "The Worst". Em junho de 2014, ela lançou "To Love & Die", o single principal de seu álbum de estreia Souled Out .

## Álbuns

### Álbuns de estúdio
| Título                                                                                | Detalhes do álbum | Melhores posições em tabelas musicais | Melhores posições em tabelas musicais | Melhores posições em tabelas musicais | Melhores posições em tabelas musicais | Melhores posições em tabelas musicais | Melhores posições em tabelas musicais | Melhores posições em tabelas musicais | Melhores posições em tabelas musicais | Melhores posições em tabelas musicais | Melhores posições em tabelas musicais | Vendas                       | Certificações |
| Título                                                                                | Detalhes do álbum | US                                    | US R&B/HH                             | US R&B                                | AUS                                   | CAN                                   | NLD                                   | NZ                                    | SWI                                   | UK                                    | UK R&B                                | Vendas                       | Certificações |
| ------------------------------------------------------------------------------------- | --- | ------------------------------------- | ------------------------------------- | ------------------------------------- | ------------------------------------- | ------------------------------------- | ------------------------------------- | ------------------------------------- | ------------------------------------- | ------------------------------------- | ------------------------------------- | ---------------------------- | ------------- |
| Souled Out                                                                            | - Lançado: 9 de setembro de 2014 - Gravadora: ARTium, Def Jam - Formatos: CD , disco de vinil, download digital, streaming | 3                                     | 1                                     | 1                                     | —                                     | 20                                    | 100                                   | —                                     | —                                     | 23                                    | 2                                     | - 125.315                    |               |
| Trip                                                                                  | - Lançado: 22 de setembro de 2017 - Gravadora: ARTium, Def Jam - Formatos: CD, disco de vinil, download digital, streaming | 5                                     | 4                                     | 1                                     | —                                     | 36                                    | 81                                    | —                                     | —                                     | 56                                    | 8                                     | - 10.000 (primeira semana)   | - RIAA: Ouro  |
| Chilombo                                                                              | - Lançado: 6 de março de 2020 - Gravadora: ARTium, Def Jam - Formatos: CD, disco de vinil, download digital, streaming     | 2                                     | 2                                     | 1                                     | 29                                    | 7                                     | 40                                    | 23                                    | 72                                    | 13                                    | 8                                     | - : 38.000 (primeira semana) | - RIAA: Ouro  |
| "—" indica um álbum que não atingiu as paradas ou não foi lançado naquele território. | |                                       |                                       |                                       |                                       |                                       |                                       |                                       |                                       |                                       |                                       |                              |               |

### Álbuns colaborativos
| Título                  | Detalhes do álbum                                                                                                  | Melhores posições | Melhores posições | Melhores posições | Melhores posições |
| Título                  | Detalhes do álbum                                                                                                  | US                | US R&B/HH         | US R&B            | US Rap            |
| ----------------------- | --- | ----------------- | ----------------- | ----------------- | ----------------- |
| Twenty88 (com Big Sean) | - Lançado: 1 de abril de 2016 - Gravadora: ARTium, Def Jam, GOOD Music - Formatos: CD, download digital, streaming | 5                 | 1                 | 1                 | 1                 |

### Mixtapes
| Título          | Detalhes | Melhores posições |
| Título          | Detalhes | US                |
| --------------- | --- | ----------------- |
| Sailing Soul(s) | - Lançado: 16 de março de 2011 - Relançamento: 12 de março de 2020 - Gravadora: Auto-lançado, ARTium, Def Jam, Universal Music - Formato: download digital, streaming | 180               |

## EPs
| Título   | Detalhes                                                                                                  | Posições do gráfico de pico | Posições do gráfico de pico | Posições do gráfico de pico | Vendas    | Certificações |
| Título   | Detalhes                                                                                                  | US                          | US R&B/HH                   | US R&B                      | Vendas    | Certificações |
| -------- | --- | --------------------------- | --------------------------- | --------------------------- | --------- | ------------- |
| Sail Out | - Lançado: 12 de novembro de 2013 - Gravadora: ARTium, Def Jam - Formato: CD, download digital, streaming | 8                           | 2                           | 1                           | - 300.000 | - RIAA: Ouro  |

## Singles

### Como artista principal
| "No L.O.V.E"                                                                           | 2002 | —  | —  | —  | —  | —  | —  | —  | —  |                    | My Name Is Jhené          |
| "3:16AM"                                                                               | 2012 | —  | —  | —  | —  | —  | —  | —  | —  |                    | Sail Out                  |
| "Bed Peace" (com Childish Gambino)                                                     | 2013 | —  | —  | 25 | —  | —  | —  | —  | —  | - RIAA: Platina    | Sail Out                  |
| "The Worst"                                                                            | 2014 | 43 | 11 | 9  | 1  | 21 | 10 | —  | —  | - RIAA: 2× Platina | Sail Out                  |
| "To Love & Die" (com Cocaine 80s)                                                      | 2014 | —  | 46 | 20 | —  | 22 | —  | —  | 72 |                    | Souled Out                |
| "The Pressure"                                                                         | 2014 | —  | —  | 23 | —  | 36 | —  | —  | —  |                    | Souled Out                |
| "Spotless Mind"                                                                        | 2015 | —  | —  | —  | —  | 31 | —  | —  | —  | - RIAA: Ouro       | Souled Out                |
| "Sorry to Interrupt" (com Jessie J e Rixton)                                           | 2015 | —  | —  | —  | —  | —  | —  | —  | —  |                    | Adicionado à nenhum álbum |
| "Maniac"                                                                               | 2016 | —  | —  | —  | —  | —  | —  | —  | —  |                    |                           |
| "While We're Young"                                                                    | 2017 | —  | 46 | 9  | 23 | —  | —  | —  | —  | - RIAA: 2× Platina | Trip                      |
| "Sativa" (com Rae Sremmurd ou Swae Lee)                                                | 2018 | 74 | 32 | 6  | 9  | —  | 18 | —  | —  | - RIAA: 3× Platina | Trip                      |
| "Never Call Me" (com Kurupt ou YG)                                                     | 2018 | —  | —  | 19 | —  | —  | —  | —  | —  | - RIAA: Ouro       | Trip                      |
| "Triggered (Freestyle)"                                                                | 2019 | 51 | 19 | 3  | 42 | 14 | —  | 20 | —  | - RIAA: Platina    | Chilombo                  |
| "None of Your Concern" (com Big Sean)                                                  | 2019 | 55 | 26 | 7  | —  | 5  | —  | 25 | 97 | - RIAA: Ouro       | Chilombo                  |
| "Pussy Fairy (OTW)"                                                                    | 2020 | 40 | 23 | 5  | 5  | 14 | 10 | 20 | 84 | - RIAA: Platina    | Chilombo                  |
| "Happiness Over Everything (H.O.E.)" (com Future e Miguel)                             | 2020 | 65 | 41 | 8  | —  | 25 | —  | 31 | —  | - RIAA: Ouro       | Chilombo                  |
| "B.S." (com H.E.R.)                                                                    | 2020 | 24 | 15 | 5  | 5  | 8  | 13 | 15 | 64 | - RIAA: Platina    | Chilombo                  |
| "—" indica um single que não atingiu as paradas ou não foi lançado naquele território. |      |    |    |    |    |    |    |    |    |                    |                           |

### Como artista convidada
| "Body on Me" (H.O.P.E. Wright featuring Jhené Aiko)                                       | 2011 | —  | —  | —  | —  | —   | —  |                                | Believe in H.O.P.E. Wright                   |
| "Beware"(Big Sean featuring Jhené Aiko and Lil Wayne)                                     | 2013 | 38 | 10 | —  | —  | 183 | 28 | - RIAA: 2× Platina             | Hall of Fame                                 |
| "Angel" (Billionaire B com Jhené Aiko)                                                    | 2014 | —  | —  | —  | —  | —   | —  |                                | Canadian Nights & Domaine Romanee Conti      |
| "French Riviera" (Joke com Jhené Aiko)                                                    | 2014 | —  | —  | —  | —  | —   | —  |                                | Ateyaba                                      |
| "Post to Be" (Omarion com Chris Brown e Jhené Aiko)                                       | 2014 | 13 | 6  | 79 | 49 | 74  | 11 | - RIAA: 3× Platina - BPI: Ouro | Sex Playlist                                 |
| "Contradiction" (Mali Music com Jhené Aiko)                                               | 2015 | —  | —  | —  | —  | —   | —  |                                | Chi-Raq (Original Motion Picture Soundtrack) |
| "It's a Vibe" (2 Chainz com Ty Dolla $ign, Trey Songz e Jhené Aiko)                       | 2017 | 44 | 20 | —  | 81 | —   | —  | - RIAA: 2× Platina             | Pretty Girls Like Trap Music                 |
| "Naked Truth" (Sean Paul com Jhené Aiko)                                                  | 2018 | —  | —  | —  | —  | —   | —  |                                | Mad Love the Prequel                         |
| "Freedom" (Kris Wu com Jhené Aiko)                                                        | 2018 | —  | —  | —  | —  | —   | —  |                                | Antares                                      |
| "By Yourself" (Ty Dolla Sign featuring Jhené Aiko e Mustard)                              | 2020 | —  | —  | —  | —  | —   | —  |                                | Featuring Ty Dolla Sign                      |
| "Back to the Streets" (Saweetie e Jhené Aiko)                                             | 2020 | 76 | 29 | —  | —  | —   | —  |                                | Pretty Bitch Music                           |
| "—" indica uma gravação que não atingiu as paradas ou não foi lançado naquele território. |      |    |    |    |    |     |    |                                |                                              |

### Singlespromocionais
| Título                        | Ano  | Álbum                     |
| ----------------------------- | ---- | ------------------------- |
| "Wading"                      | 2014 | Souled Out                |
| "First Fuck"(com 6lack)       | 2017 | Adicionado à nenhum álbum |
| "Hello Ego" (com Chris Brown) | 2017 | Viagem                    |
| "Wasted Love Freestyle"       | 2019 | Adicionado à nenhum álbum |
| "Trigger Protection Mantra"   | 2019 | Adicionado à nenhum álbum |

## Outras canções nas paradas
| Title                                                                          | Year | Peak chart positions | Peak chart positions | Peak chart positions         | Peak chart positions | Peak chart positions | Peak chart positions     | Peak chart positions | Peak chart positions | Certifications                 | Album                       |
| Title                                                                          | Year | US                   | US R&B /HH           | US<br id="mwBAI"><br>R&amp;B | US Dance             | FRA                  | NZ<br id="mwBBA"><br>Hot | UK                   | UK R&B               | Certifications                 | Album                       |
| ------------------------------------------------------------------------------ | ---- | -------------------- | -------------------- | ---------------------------- | -------------------- | -------------------- | ------------------------ | -------------------- | -------------------- | ------------------------------ | --------------------------- |
| "From Time" (Drake featuring Jhené Aiko)                                       | 2013 | 67                   | 26                   | —                            | —                    | 126                  | —                        | 56                   | 13                   | - BPI: Silver - RIAA: Platinum | Nothing Was the Same        |
| "Stay Ready (What a Life)" (featuring Kendrick Lamar)                          | 2013 | —                    | —                    | —                            | —                    | —                    | —                        | —                    | —                    | - RIAA: Gold                   | Sail Out                    |
| "Drunk Texting" (Chris Brown featuring Jhené Aiko)                             | 2014 | —                    | 46                   | 17                           | —                    | 42                   | —                        | 128                  | 33                   | - RIAA: Gold                   | X                           |
| "Promises" (featuring Miyagi and Namiko Love)                                  | 2014 | —                    | —                    | —                            | —                    | —                    | —                        | —                    | —                    | - RIAA: Gold                   | Souled Out                  |
| "I Know" (Big Sean featuring Jhené Aiko)                                       | 2015 | —                    | 37                   | —                            | —                    | —                    | —                        | —                    | —                    | - RIAA: Platinum               | Dark Sky Paradise           |
| "Wake Up Alone" (The Chainsmokers featuring Jhené Aiko)                        | 2017 | —                    | —                    | —                            | 23                   | —                    | —                        | —                    | —                    |                                | Memories...Do Not Open      |
| "I'll Kill You" (Summer Walker featuring Jhené Aiko)                           | 2019 | 61                   | 29                   | 7                            | —                    | —                    | —                        | —                    | —                    | - RIAA: Gold                   | Over It                     |
| "Lotus (Intro)"                                                                | 2020 | —                    | —                    | —                            | —                    | —                    | —                        | —                    | —                    |                                | Chilombo                    |
| "Speak"                                                                        | 2020 | —                    | —                    | 14                           | —                    | —                    | —                        | —                    | —                    |                                | Chilombo                    |
| "One Way St." (featuring Ab-Soul)                                              | 2020 | —                    | —                    | 16                           | —                    | —                    | —                        | —                    | —                    |                                | Chilombo                    |
| "Surrender" (featuring Dr. Chill)                                              | 2020 | —                    | —                    | 22                           | —                    | —                    | —                        | —                    | —                    |                                | Chilombo                    |
| "Tryna Smoke"                                                                  | 2020 | —                    | —                    | 17                           | —                    | —                    | —                        | —                    | —                    |                                | Chilombo                    |
| "Born Tired"                                                                   | 2020 | —                    | —                    | 23                           | —                    | —                    | —                        | —                    | —                    |                                | Chilombo                    |
| "10k Hours" (featuring Nas)                                                    | 2020 | —                    | —                    | 20                           | —                    | —                    | —                        | —                    | —                    |                                | Chilombo                    |
| "Pray for You"                                                                 | 2020 | —                    | —                    | 25                           | —                    | —                    | —                        | —                    | —                    |                                | Chilombo                    |
| "Lightning & Thunder" (featuring John Legend)                                  | 2020 | —                    | —                    | 24                           | —                    | —                    | —                        | —                    | —                    |                                | Chilombo                    |
| "On the Way" (featuring Mila J)                                                | 2020 | —                    | —                    | 9                            | —                    | —                    | —                        | —                    | —                    |                                | Chilombo                    |
| "Above and Beyond"                                                             | 2020 | —                    | —                    | 12                           | —                    | —                    | —                        | —                    | —                    |                                | Chilombo                    |
| "Summer 2020"                                                                  | 2020 | —                    | —                    | 13                           | —                    | —                    | —                        | —                    | —                    |                                | Chilombo                    |
| "Change Your Life" (Kehlani featuring Jhené Aiko)                              | 2020 | 80                   | 37                   | 6                            | —                    | —                    | 15                       | —                    | —                    |                                | It Was Good Until It Wasn't |
| "U Move, I Move" (John Legend featuring Jhené Aiko)                            | 2020 | —                    | —                    | 13                           | —                    | —                    | 11                       | —                    | —                    |                                | Bigger Love                 |
| "Body Language" (Big Sean featuring Ty Dolla Sign and Jhené Aiko)              | 2020 | 95                   | —                    | —                            | —                    | —                    | —                        | —                    | —                    |                                | Detroit 2                   |
| "—" denotes a title that did not chart, or was not released in that territory. |      |                      |                      |                              |                      |                      |                          |                      |                      |                                |                             |

## Participações como convidado
| Title                              | Year | Other performer(s)                                      | Album                              |
| ---------------------------------- | ---- | ------------------------------------------------------- | ---------------------------------- |
| "My Name Is Jhene" (Intro)         | 2002 | B2K                                                     | B2K: The Remixes - Volume 1        |
| "He Couldn't Kiss" (Album Version) | 2002 | B2K                                                     | B2K: The Remixes - Volume 1        |
| "Gonna Love You Anyway" (Snippet)  | 2002 | B2K                                                     | B2K: The Remixes - Volume 1        |
| "Stuck Like This" (Snippet)        | 2002 | B2K                                                     | B2K: The Remixes - Volume 1        |
| "Cherry Pie"                       | 2002 | none                                                    | The Master of Disguise Soundtrack  |
| "Sneaky"                           | 2002 | Lil Fizz                                                | Barbershop Soundtrack              |
| "Santa Baby"                       | 2002 | B2K                                                     | Santa Hooked Me Up                 |
| "Dog"                              | 2002 | B2K                                                     | Pandemonium!                       |
| "Stuck Like This"                  | 2003 | B2K                                                     | The Remixes - Volume 2             |
| "Sensitive"                        | 2003 | Needa S., Da Brat                                       | What?                              |
| "Sensitive" (Remix)                | 2003 | Needa S, Da Brat, Mila J                                | What?                              |
| "De Ja Vu"                         | 2003 | none                                                    | Kids Choice Awards 2003 – Volume 4 |
| "Happy"                            | 2004 | B2K                                                     | You Got Served Soundtrack          |
| "Right Here"                       | 2005 | none                                                    | The Proud Family Soundtrack        |
| "How It's Done"                    | 2006 | none                                                    | Byou                               |
| "Growing Apart (From Everything)"  | 2010 | Kendrick Lamar                                          | Overly Dedicated                   |
| "Fantasy"                          | 2011 | Schoolboy Q                                             | Setbacks                           |
| "Do Better Blues"                  | 2011 | H.O.P.E. Wright                                         | Believe in H.O.P.E. Wright         |
| "Nothin' New"                      | 2011 | Ab-Soul                                                 | Longterm Mentality                 |
| "Against the Odds"                 | 2011 | Promise                                                 | Awakening                          |
| "Higher G-Mix"                     | 2011 | Le$                                                     | Settle for Le$ Vol. 2              |
| "Sex Drive"                        | 2012 | Schoolboy Q                                             | Habits &amp; Contradictions        |
| "Life Rhymes"                      | 2012 | Casey Veggies                                           | Customized Greatly Vol. 3          |
| "Soulo Ho3"                        | 2012 | Ab-Soul                                                 | Control System                     |
| "Terrorist Threats"                | 2012 | Ab-Soul, Danny Brown                                    | Control System                     |
| "LA Song"                          | 2012 | Micahfonecheck, John Mayer                              | August Rush                        |
| "I'm Gonna Be"                     | 2012 | Big Sean                                                | Detroit                            |
| "Cool Off"                         | 2012 | Wale                                                    | Folarin                            |
| "Fly Ass Pisces"                   | 2013 | Cocaine 80s, Common                                     | Flower of Life                     |
| "Ex Again"                         | 2013 | Eric Bellinger                                          | —                                  |
| "Break It Down"                    | 2013 | Logic                                                   | Young Sinatra: Welcome to Forever  |
| "Sparks Will Fly"                  | 2013 | J. Cole                                                 | Born Sinner                        |
| "From Time"                        | 2013 | Drake                                                   | Nothing Was the Same               |
| "Pink Toes"                        | 2013 | Childish Gambino                                        | Because the Internet               |
| "Drinking and Driving"             | 2013 | none                                                    | Saint Heron                        |
| "Oh You Scared"                    | 2014 | Vince Staples                                           | Shyne Coldchain Vol. 2             |
| "Closure"                          | 2014 | Ab-Soul                                                 | These Days…                        |
| "Blak Majik"                       | 2014 | Common                                                  | Nobody's Smiling                   |
| "Drunk Texting"                    | 2014 | Chris Brown                                             | X                                  |
| "Win Some, Lose Some"              | 2015 | Big Sean                                                | Dark Sky Paradise                  |
| "I Know"                           | 2015 | Big Sean                                                | Dark Sky Paradise                  |
| "Chains (Remix)"                   | 2015 | Nick Jonas                                              | Nick Jonas X2                      |
| "Resistance"                       | 2015 | Hudson Mohawke                                          | Lantern                            |
| "Lemme Know"                       | 2015 | Vince Staples, DJ Dahi                                  | Summertime '06                     |
| "Worthy"                           | 2015 | Jeremih                                                 | Late Nights                        |
| "Let’s Make Some Noise"            | 2015 | R. Kelly                                                | The Buffet                         |
| "Wishing (Remix)"                  | 2016 | DJ Drama, Chris Brown, Tory Lanez, Fabolous, Trey Songz | —                                  |
| "Used to Love You"                 | 2016 | Yuna                                                    | Chapters                           |
| "Same Time, Pt. 1" (as TWENTY88)   | 2017 | Big Sean                                                | I Decided                          |
| "Wake Up Alone"                    | 2017 | The Chainsmokers                                        | Memories...Do Not Open             |
| "Plz Don't Go"                     | 2017 | Cashmere Cat                                            | 9                                  |
| "I'll Kill You"                    | 2019 | Summer Walker                                           | Over It                            |
| "Wee Hours"                        | 2020 | The-Dream                                               | SXTP4                              |
| "Change Your Life"                 | 2020 | Kehlani                                                 | It Was Good Until It Wasn't        |

## Videoclipes
| Título                           | Ano | Diretor (es) | Outro (s) executor (es) | Álbum               | Ref.    |
| -------------------------------- | --- | --- | ----------------------- | ------------------- | ------- |
| "No L.O.V.E."                    | style="background: #ececec; color: grey; vertical-align: middle; text-align: center; " class="table-na"\|—\| rowspan="3" style="background: #ececec; color: grey; vertical-align: middle; text-align: center; " class="table-na"\|— | Meu nome é jhené | [ 89 ]                  |                     |         |
| "Stranger"                       | 2011 | Topshelf Jr. | Sailing Soul (s)        | [ 90 ]              |         |
| "My Mine"                        | 2011 | Topshelf Jr. | Sailing Soul (s)        | [ 91 ]              |         |
| "Fantasy"                        | 2011 | Jerome D | Aluno Q                 | Contratempos        | [ 92 ]  |
| "3:16am"                         | 2012 | style="background: #ececec; color: grey; vertical-align: middle; text-align: center; " class="table-na"\|—             | Sail Out                | [ 93 ]              |         |
| "Terrorist Threats"              | 2012 | APLUSFilmz | Ab-Soul e Danny Brown   | Sistema de controle | [ 94 ]  |
| "Beware"                         | 2013 | Matthew Williams | Big Sean e Lil Wayne    | Hall da Fama        | [ 95 ]  |
| "Bed Peace"                      | 2013 | Topshelf Jr. | Gambino infantil        | Sail Out            | [ 96 ]  |
| "The Worst"                      | 2013 | rowspan="8" style="background: #ececec; color: grey; vertical-align: middle; text-align: center; " class="table-na"\|— | [ 97 ]                  | Sail Out            |         |
| "Meu sonho da tarde"             | 2014 | style="background: #ececec; color: grey; vertical-align: middle; text-align: center; " class="table-na"\|—             | [ 98 ]                  |                     |         |
| "Comfort Inn Ending (Freestyle)" | 2014 | Topshelf Jr. | Sail Out                | [ 99 ]              |         |
| "A pressão"                      | 2014 | Gambino infantil, calmático                                                                                            | Souled Out              | [ 100 ]             |         |
| "Wading"                         | 2014 | Alex Nazari | Souled Out              | [ 101 ]             |         |
| "Mente Imaculada"                | 2015 | Jay Ahn | Souled Out              | [ 102 ]             |         |
| "Eterno raio de sol"             | 2015 | Jay Ahn | Souled Out              | [ 103 ]             |         |
| "Lyin King / Limbo Limbo Limbo"  | 2015 | TOCK e Topshelf Jr. | Souled Out              | [ 104 ]             |         |
| "Eu sei"                         | 2015 | Lawrence Lamont | Big Sean                | Dark Sky Paradise   |         |
| "Por amor"                       | 2016 | Lawrence Lamont | Twenty88                | Twenty88            | [ 105 ] |
| "Maníaco"                        | 2017 | rowspan="2" style="background: #ececec; color: grey; vertical-align: middle; text-align: center; " class="table-na"\|— |                         | [ 106 ]             |         |
| "Enquanto somos jovens"          | 2017 | Jay Ahn | Viagem                  |                     |         |
| "Sativa"                         | 2018 | EYES | Viagem                  | Rae Sremmurd        |         |